# Вервактор
У римській міфології Вервактор (лат. Vervactor) був божеством оранки перелогових земель, який наглядав за кожним етапом зернового циклу. Був одним із 12 богів-помічників Церери, його ім'я згадували під час Цереалій, разом з іншими 11 богами-помічниками Церери.
Ім'я «Vervactor» походить від латинського vervare («орати») та agere («проводити, вести»), тобто буквально — «той, хто оре заново» або «переорювач». Вервактор був одним із дванадцяти «помічників» Церери, які відповідали за конкретні дії в аграрному циклі. Його функція була першою — підготовка ґрунту до відновлення сівозміни. Один з давньоримських дрібних аграрних божеств, що уособлювало орання перелогових земель, тобто тих, що довгий час не оброблялися. Це божество було частиною культу богині Церери — покровительки сільського господарства, врожаю та родючості.